# Iglesia de San Martín Obispo (Alcolea de las Peñas)
La iglesia de San Martín Obispo es un templo católico, situado en el centro de la localidad de Alcolea de las Peñas (Guadalajara), Plaza de la Iglesia, 3.

## Planta
Su planta es rectangular, estilo románico, de una sola nave rematada por ábside de cabecera plana y espadaña en la fachada occidental. 
El ábside románico original -semicircular-, fue transformado en ábside de cabecera plana.
El acceso al templo se efectúa por el Pórtico Sur protegido por un tejaroz situado entre los contrafuertes de los tramos 2 y 3. Originalmente románico, fue modificado en el siglo XVI en estilo renacentista.
La nave es rectangular de 3 tramos reforzados por grandes contrafuertes; en el lado suroeste presenta
un adosado semicircular para el acceso a la espadaña.
La espadaña, triangular de 3 cuerpos presenta vanos con arcos de medio punto para dos campanas conocidas popularmente como La Bárbara y La Martina -la más pequeña-.

## Signos lapidarios

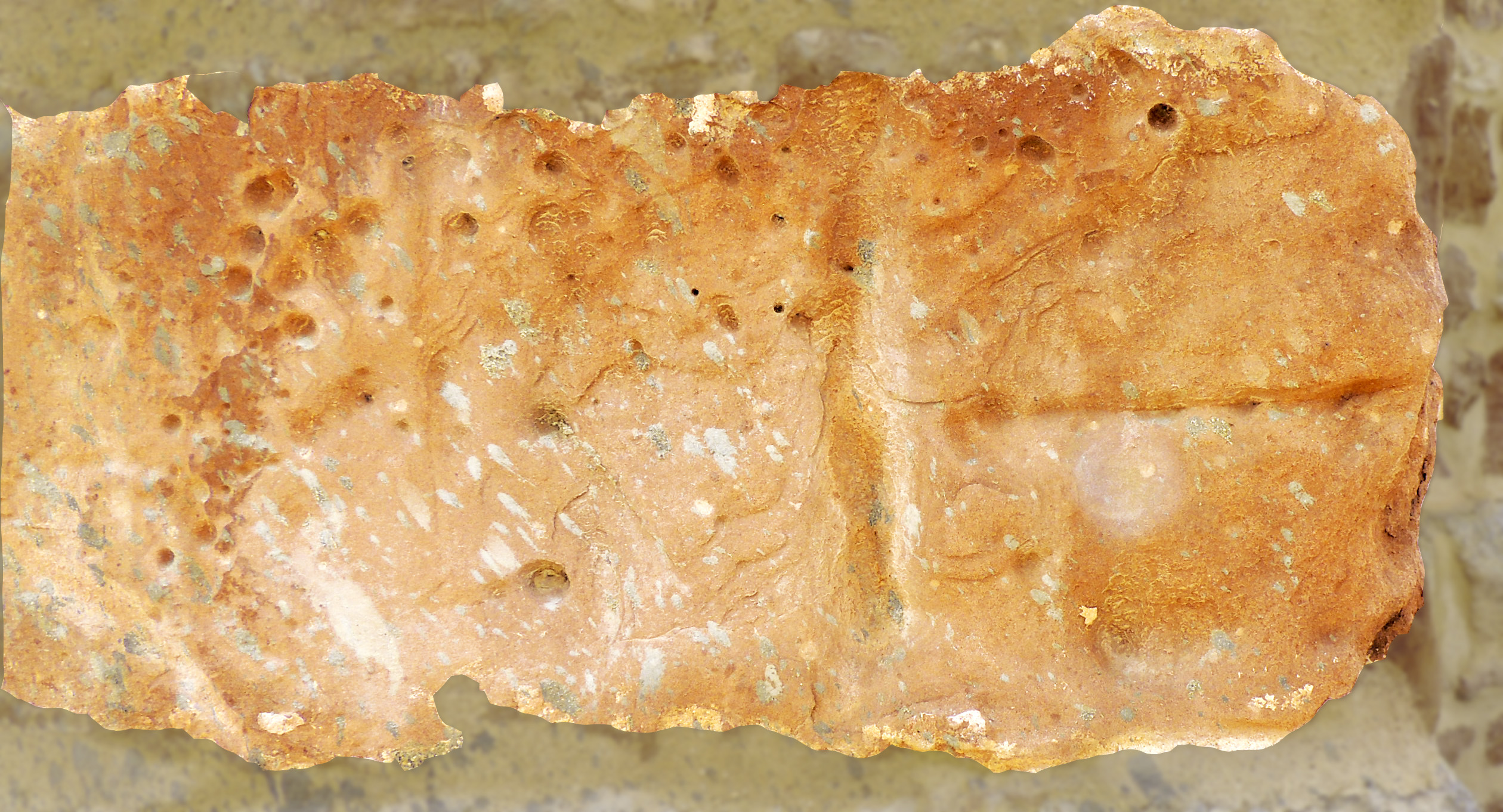
Marcas de los pastores

En el contrafuerte sureste del ábside y en otros templos de la zona, además del natural desgaste de los sillares de arenisca roja, se aprecian unos curiosos rebajes, al parecer ocasionados -según relatos de los lugareños- por la costumbre inveterada de los pastores de utilizarlos para afilar sus navajas al paso de los rebaños por las localidades.[cita requerida].